# Nurmachan Tinalijew
Nurmachan Anarbiekowicz Tinalijew (ros. Нурмахан Анарбекович Тиналиев; ur. 10 stycznia 1988) – kazachski zapaśnik w stylu klasycznym. Dwukrotny olimpijczyk. Czternasty w Rio de Janeiro 2016 w wadze 130 kg i osiemnasty w Londynie 2012 w kategorii 120 kg.
Trzykrotny brązowy medalista mistrzostw świata, w 2010, 2011 i 2013. Złoty medal na igrzyskach azjatyckich w 2010 i 2014 i na mistrzostwach Azji w 2013 i 2015. Trzeci na halowych igrzyskach azjatyckich w 2017. Drugi w Pucharze Świata w 2011; 2013 i czwarty w 2016. Trzeci na uniwersjadzie w 2013 roku.
Chorąży reprezentacji na igrzyskach w Londynie w 2012. Absolwent L. N. Gumilyov Eurasian National University w Astanie